# هاردت (بادن-وورتمبرگ)
هاردت (به آلمانی: Hardt) یک شهر در آلمان است که در روتوایل واقع شده‌است.